# Zadužbina (arheološko nalazište)
Zadužbina, arheološko nalazište u Cisti Velikoj, općina Cista Provo, zaštićeno kulturno dobro

## Opis
Objekti na nalazištu nastali su od 15. do 20. stoljeća. Arheološko nalazište „Zadužbina“ u Cisti Velikoj nalazi se južno od magistralne ceste Trilj-Imotski. Radi se o plitkoj vrtači gdje se tijekom srednjeg vijeka (a vjerojatno i ranije) gradi bunar u čijoj se neposrednoj blizini razvija groblje sa stećcima. Danas je sačuvano desetak ukrašenih stećaka (sljemenjaci, ploče i sanduci) koji se prema svojim dekorativnim motivima (lov, kolo, ljiljan, rozete, križevi, arkade, ukrštena koplja, vegetabilni motivi) mogu datirati široko u 15. stoljeće i srodni su stećcima u okolici. Uz bunar i stećke nalazi se i veliki naplav s kojega se puni cisterna (gustirna, čatrnja) za vodu sagrađena krajem 19. ili početkom 20. stoljeća.

## Zaštita
Pod oznakom Z-5462 zavedeno je kao nepokretno kulturno dobro - pojedinačno, pravna statusa zaštićena kulturnog dobra, klasificirano kao "arheološka baština".